# Grand Bourgtheroulde
Grand Bourgtheroulde ist eine französische Gemeinde mit 4.006 Einwohnern (Stand: 1. Januar 2022) im Département Eure in der Region Normandie. Sie gehört zum Arrondissement Bernay sowie zum Kanton Grand Bourgtheroulde und ist Mitglied im Gemeindeverband Roumois Seine.

## Geographie
Grand Bourgtheroulde liegt etwa 26 Kilometer südwestlich von Rouen in der Roumois.
Am Westrand der Gemeinde führt die Autoroute A 28 entlang.

### Nachbargemeinden
Umgeben wird Grand Bourgtheroulde von den Nachbargemeinden Bouquetot im Norden, La Londe im Norden und Osten, Bosroumois im Osten und Südosten, Saint-Pierre-du-Bosguérard im Süden, Les Monts du Roumois im Westen und Südwesten, Flancourt-Crescy-en-Roumois im Westen und Nordwesten sowie Bourg-Achard im Nordwesten.

### Gemeindegliederung
| Ortsteil                                    | ehemaliger INSEE-Code | Fläche (km²) | Einwohnerzahl (2017) |
| ------------------------------------------- | --------------------- | ------------ | -------------------- |
| Bosc-Bénard-Commin                          | 27084                 | 04,21        | .0319                |
| Bourgtheroulde-Infreville (Verwaltungssitz) | 27105                 | 11,62        | 3.171                |
| Thuit-Hébert                                | 27637                 | 03,68        | .0312                |

## Geschichte
Zum 1. Januar 2016 wurden die bis dahin eigenständigen Kommunen Bourgtheroulde-Infreville
, Bosc-Bénard-Commin und Thuit-Hébert zur neuen Gemeinde (commune nouvelle) Grand Bourgtheroulde zusammengeschlossen. Der Sitz dieser neu geschaffenen Gebietskörperschaft befindet sich im Ortsteil Bourgtheroulde-Infreville.

## Sehenswürdigkeiten

### Bosc-Bénard-Commin
- Kirche Saint-Ouen
- Schloss Bosc-Bénard-Commin, seit 1935 Monument historique
- Schloss Le Camp-Héroult

### Bourgtheroulde-Infreville

#### Kultur und Sehenswürdigkeiten Bourgtherouldes
Der ehemalige seigneuriale Bauernhof (Ferme de Logis) wurde im 17. Jahrhundert erbaut. Aus jener Zeit sind ein Taubenhaus, das westliche Giebeldach der Scheune und steinerne Brunnen erhalten, die 1965 in das Zusatzverzeichnis der Monuments historiques („historische Denkmale“) eingetragen wurden. Der Bauernhof befindet sich im Privatbesitz. Das Herrenhaus wurde im 16. Jahrhundert erbaut. Aus jener Zeit ist jedoch nur eine Scheune erhalten. Das Wohnhaus wurde im Zuge der Französischen Revolution 1794 zerstört und im 19. Jahrhundert wiederaufgebaut. Ursprünglich stand auf dem Grundstück noch die Kapelle Saint-Adrien aus dem 17. Jahrhundert. Sie ist nicht erhalten geblieben.
Das Kriegerdenkmal an der Mairie wurde 1952 von Hubert Yencesse (1900–1987), dem Sohn des Graveurs Ovide Yencesse (1869–1947), gestaltet. Mittelpunkt des Kriegerdenkmals ist die Skulptur einer knienden Frau. Die Linden an der Mairie sind offiziell als Site Inscrit (‚Naturdenkmal‘) eingestuft.
Die Pfarrkirche Saint-Laurent wurde im 14. Jahrhundert erbaut. Das Kirchenschiff aus jener Zeit ist erhalten geblieben. Der Glockenturm stammt aus dem 15., der Chor aus dem 16. Jahrhundert. Die Sakristei wurde im 19. Jahrhundert gebaut. Im Ancien Régime besaß der Seigneur das Kirchenpatronat.

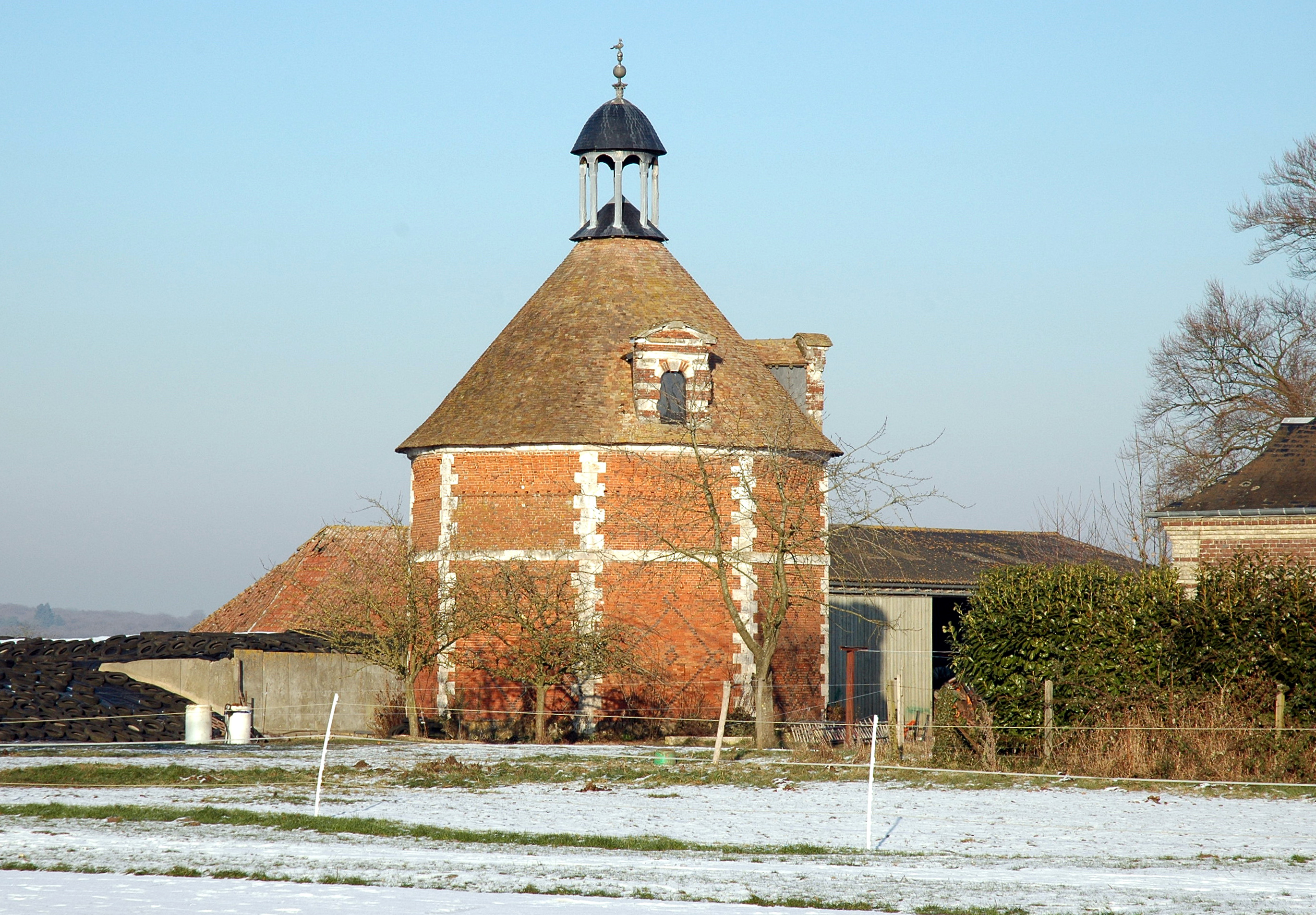
Das Taubenhaus der Ferme du Logis

Das Herrenhaus Château Gasse Keller wurde am Ende des 19. Jahrhunderts im Auftrag des Industriellen Félix Gasse errichtet. Während des Orkans Lothar im Dezember 1999 wurden zahlreiche Bäume im Park des Château entwurzelt oder beschädigt. Das Gebäude wurde von 2008 bis 2010 restauriert. Es befindet sich im Besitz der Gemeinde und wird für kulturelle Veranstaltungen genutzt.

#### Kultur und Sehenswürdigkeiten Infrevilles
Die Kirche Saint-Ouen wurde im 13. Jahrhundert erbaut. Ihr Chor und Glockenturm wurden 1961 in das Zusatzverzeichnis der Monuments historiques eingetragen. Nur der Glockenturm stammt noch aus dem 13. Jahrhundert, der Chor aus dem 16. Jahrhundert wurde aus Kalkstein aus dem Senonium (pierre de Caumont) auf das Fundament einer älteren Kirche gebaut. 1982 wurden Restaurierungsarbeiten durchgeführt, um die Schäden durch säurehaltige Abgase der ansässigen Industrie zu mindern. Der Chor besitzt acht spitzbogige Fenster, von denen eines zugemauert wurde. An der Außenmauer der Kirche kann man noch Spuren einer Litre funéraire (‚Trauerband‘) mit dem Wappen der Le Roux erkennen. Sie stammt entweder aus dem Jahr 1672 oder 1712. Die Eiben auf dem Friedhof an der Kirche sind offiziell als Site classé eingestuft.
Im Weiler Saint-Martin wurde um 1130 die Priorei Saint-Martin und Saint-Nicolas gegründet, die der Abtei Saint-Georges de Boscherville in Saint-Martin-de-Boscherville unterstand. 1703 wurde eine neue Kapelle gebaut. Die Priorei wurde im Zuge der Französischen Revolution aufgelöst. Das Wohnhaus wurde 1858 wiederaufgebaut.
Infreville ist ein fiktiver normannischer Ortsname in Marcel Prousts (1871–1922) „Auf der Suche nach der verlorenen Zeit“ (À la recherche du temps perdu).

#### Kultur und Sehenswürdigkeiten Boschervilles
Die Kirche Saint-Sauveur wurde im 12. Jahrhundert erbaut. Sie ist heute dem Heiland geweiht, war aber noch im 13. Jahrhundert ‚Unserer Lieben Frau‘ geweiht. Aus jener Zeit ist nur das Strebewerk der Rückseite des Chors erhalten. Westfassade und Südmauer des Kirchenschiffs stammen aus dem 16. Jahrhundert. Die Nordmauer wurde im 17. Jahrhundert erneuert. 1924 wurde die Kirche offiziell als Denkmal eingestuft.

### Thuit-Hébert
- Kirche Saint-Philibert

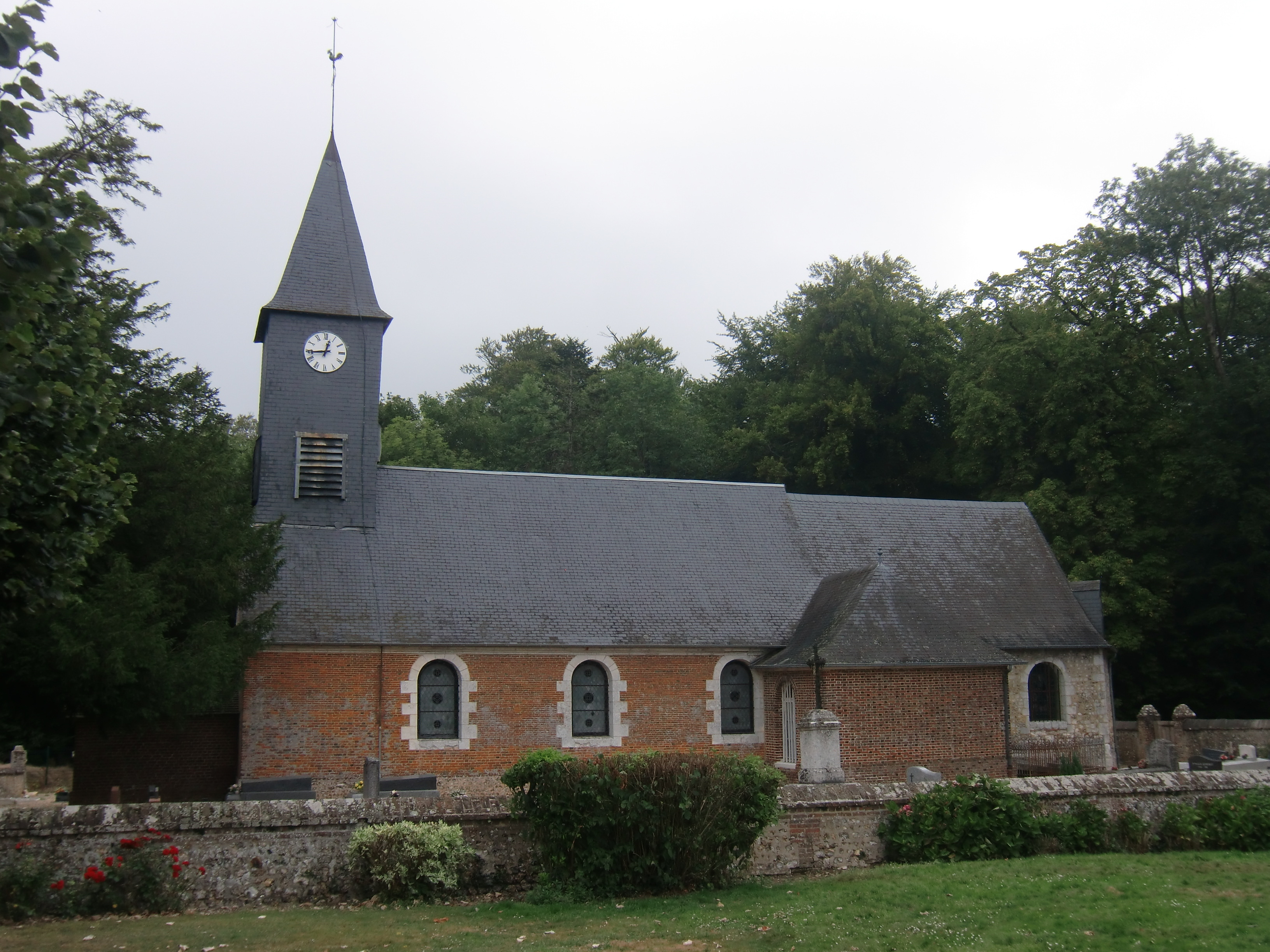
Kirche Saint-Ouen
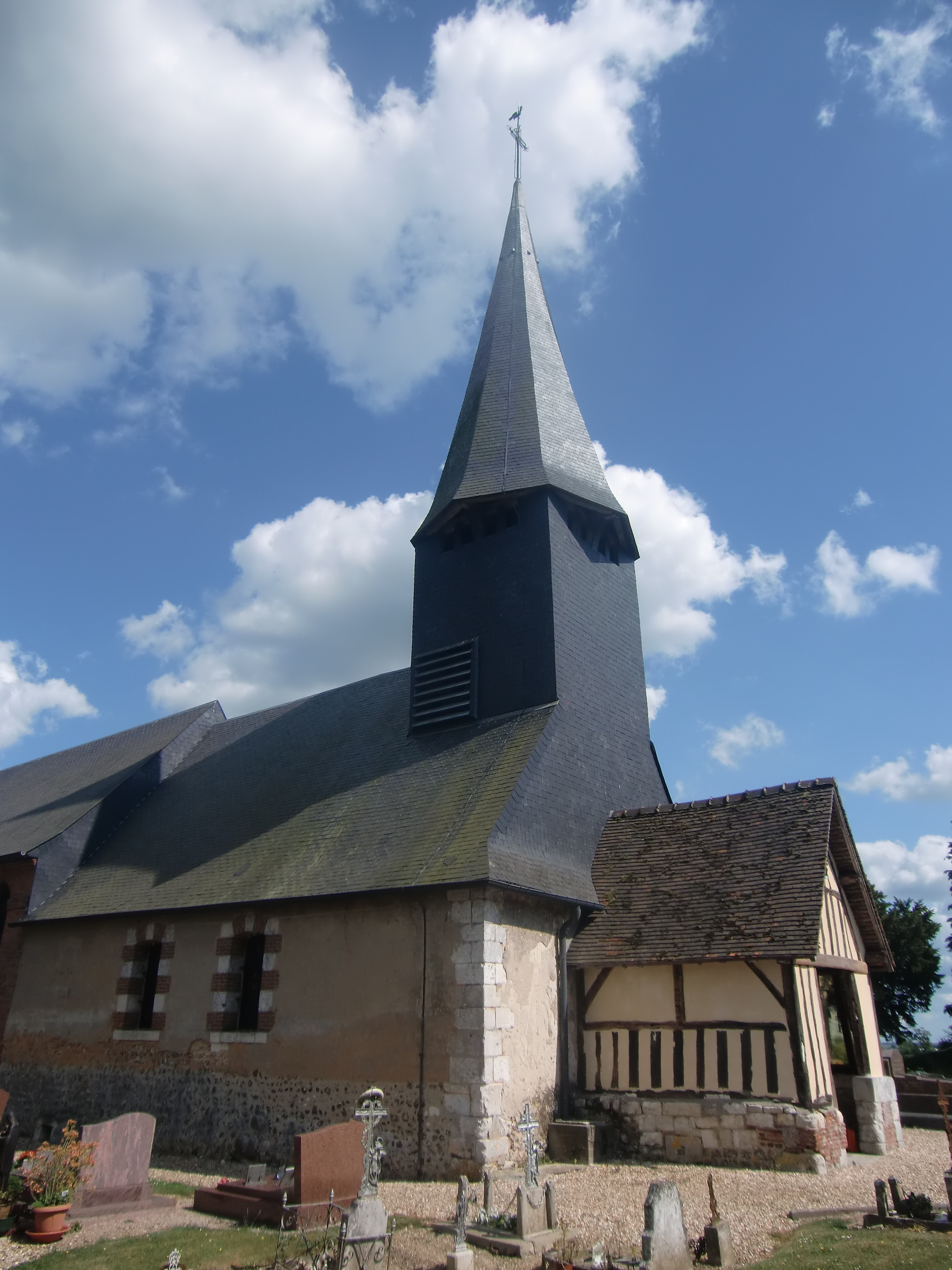
Kirche Saint-Philibert